# محمد طغانیان دهکردی
محمد طغانیان دهکردی (زادهٔ ۱۲۹۹ در شهرکرد- درگذشتهٔ ۲۹ فروردین ۱۳۸۶ در شهرکرد) نوازندهٔ ساز کمانچه اهل ایران بود.

## زندگی‌نامه
محمد طغانیان دهکردی در سال ۱۲۹۹ در شهرکرد به دنیا آمد. در سیزده سالگی به تهران آمد و نزد ابوالحسن صبا به فراگیری موسیقی پرداخت و در نواختن کمانچه مهارت یافت. سپس به اصفهان رفت و فعالیت هنری خود را از شانزده سالگی، ابتدا با رادیو ارتش و سپس با رادیو اصفهان آغاز کرد. او بارها کنسرت‌های متعدد برای شناساندن موسیقی سنتی، در خارج از کشور اجرا کرده‌است.
از نواخته‌هایش منابع زیادی در دسترس نیست؛ زیرا بیشتر ضبط‌ها خصوصی بوده‌اند. مهم‌ترین مجموعه منتشر شده از آثار وی یک آلبوم شامل سه عدد نوار کاست است که در سال ۱۳۷۲ به کوشش محمدعلی کیانی‌نژاد ضبط گردید. او در این مجموعه علاوه بر کمانچه نوازی دستگاهی، تعدادی از شاخص‌ترین نغمات محلی شهرکرد و بختیاری را نواخته‌است. نکته جالب توجه در نواخته‌های دستگاهی وی، ردپای سبک ویلن نوازی اسدالله ملک و پرویز یاحقی است.
وی کنسرت‌های زیادی در خارج از ایران برای شناسایی موسیقی سنتی ایران به جهانیان به اجرا گذاشت. محمد طغانیان آخرین بازمانده نسل قدیم کمانچه کش‌های ایران بود. او در شهرکرد زندگی می‌کرد. علاوه بر تسلط  کامل به ردیف موسیقی ایرانی، گنجینه‌ای از مقام‌های اصیل بختیاری در سینه داشت.
محمد طغانیان در سال ۱۳۶۹ به همراه علی‌اصغر بهاری و جمعی دیگر از هنرمندان موسیقی محلی ایران به فرانسه رفت و در فستیوال آوینیون به اجرا پرداخت و در بخش کمانچه‌نوازی ایران جایزه فستیوال را دریافت نمود.